# Řád svatého knížete Lazara
Řád svatého knížete Lazara (srbsky: Орден Светог кнеза Лазара) je srbský královský řád pojmenovaný podle srbského knížete a cara Lazara Hrebeljanoviće, který padl v bitvě na Kosově poli roku 1389. 
Řád sv. Lazara založil 28. června 1889 srbský král Alexandr I. Obrenović ku příležitosti pětistého výročí bitvy na Kosově poli (28. června 1389). 
Výrobou byla pověřena firma Nicolaus und Dunker z Hannau v Německu. Konstrukci provedl Mihailo Valtrovic. 
Řád může obdržet a nosit pouze král Srbska a jeho plnoletý následník.

## Nositelé

Alexandr I. Obrenović
Petr I. Karađorđević
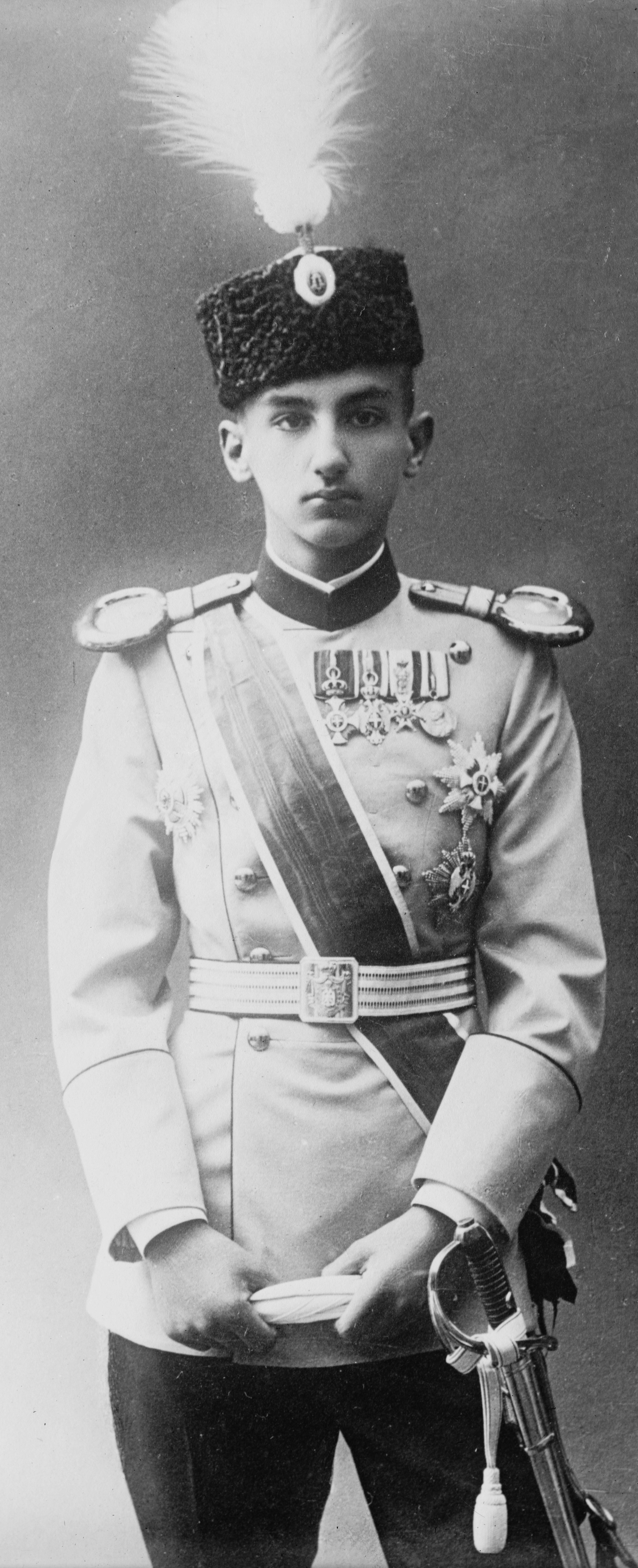
Jiří Karadjordjević
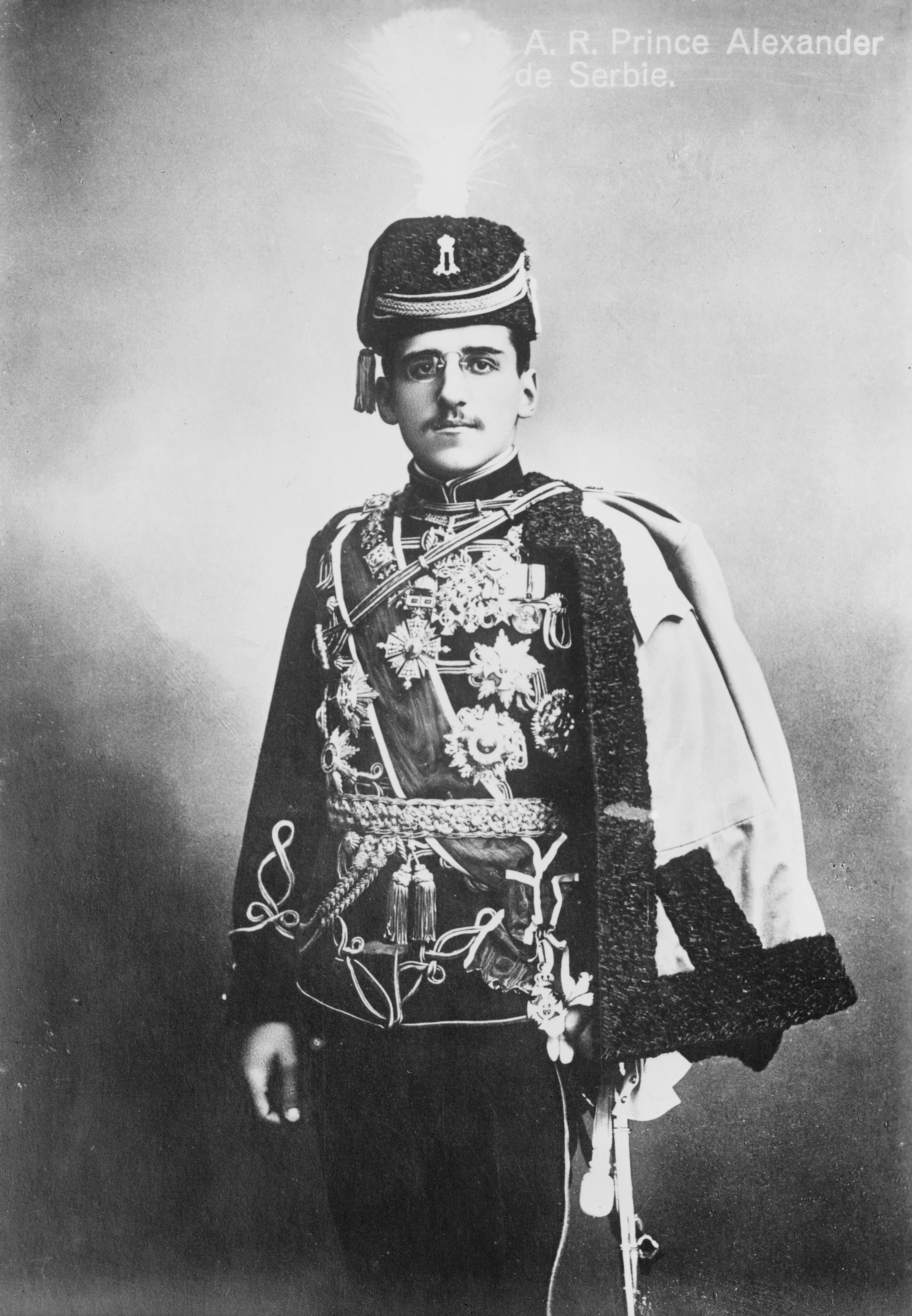
Alexandr I. Karađorđević
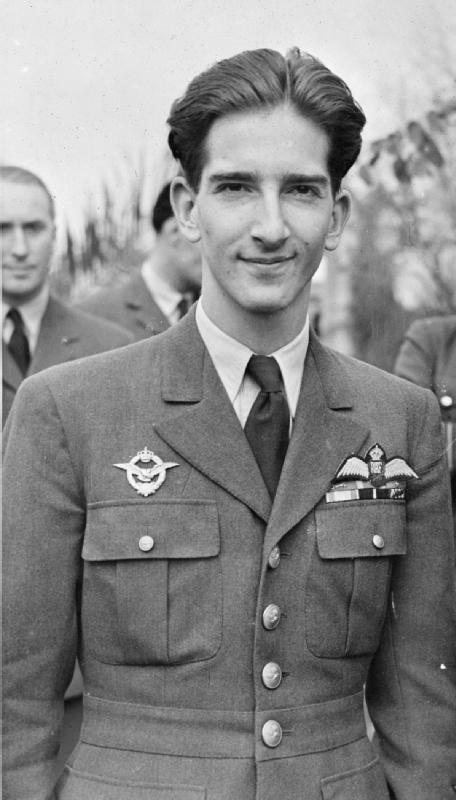
Petr II. Karađorđević
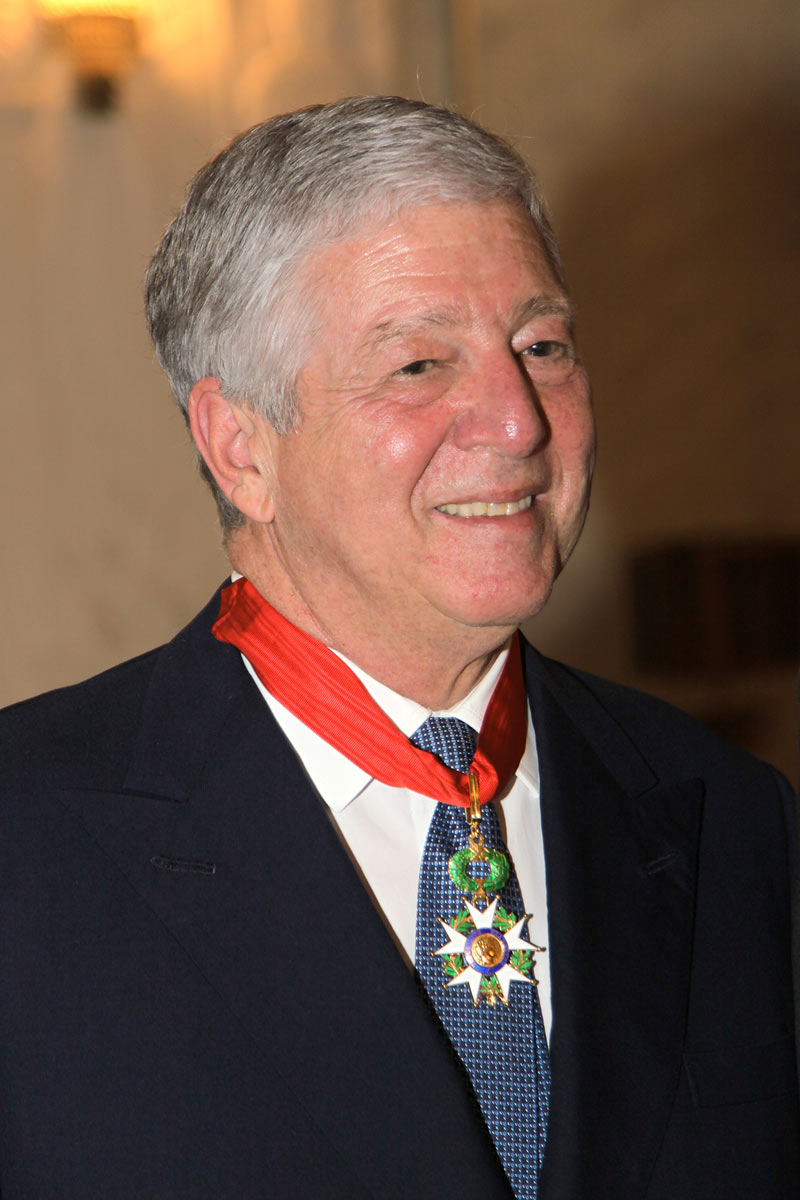
Alexandr II. Karađorđević
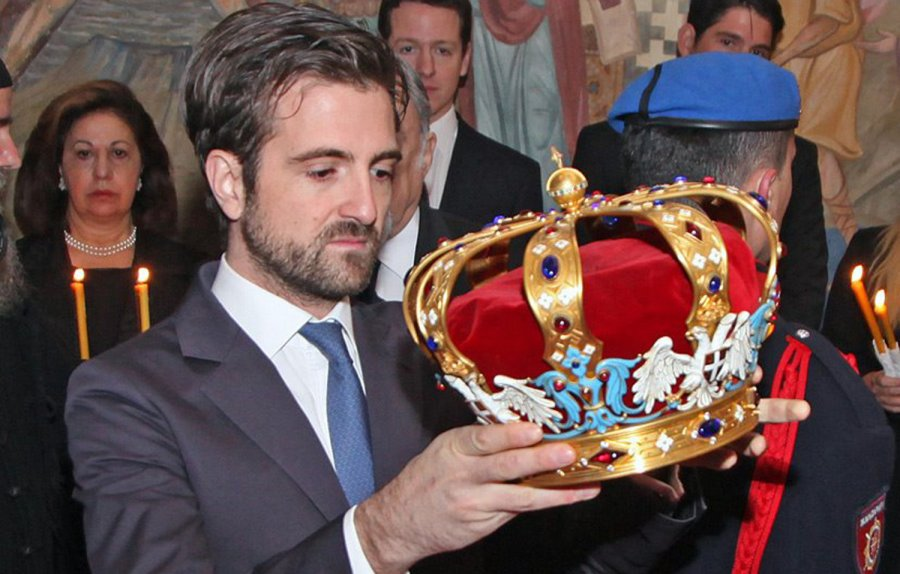
Petr Karađorđević (od 1998)

- Alexandr I. Obrenović
- Petr I. Karađorđević
- Jiří Karađorđević
- Alexandr I. Karađorđević
- Petr II. Karađorđević
- Alexandr II. Karađorđević
- Petr Karađorđević